# Lima Barreto (Regisseur)
Lima Barreto (* 23. Juni 1906 in Casa Branca, Bundesstaat São Paulo; † 23. November 1982 in Campinas) war ein brasilianischer Filmregisseur und Autor.
Er führte Regie bei zwei Spielfilmen und einem Dutzend Dokumentarfilmen. Seinen größten Erfolg hatte Barreto mit dem Film O Cangaceiro – Die Gesetzlosen, der auf den Internationalen Filmfestspielen in Cannes im Jahr 1953 als bester Abenteuerfilm (Prix international du film d’aventures) ausgezeichnet wurde.

## Filmografie
- 1940: Fazenda Velha (Dokumentarfilm)
- 1951: Painel (Dokumentarfilm)
- 1952: Santuário (Dokumentarfilm)
- 1953: O Cangaceiro – Die Gesetzlosen (O Cangaceiro)
- 1954: São Paulo em Festa (Dokumentarfilm)
- 1955: Arte Cabocla (Dokumentarfilm)
- 1957: O Livro (Dokumentarfilm)
- 1959: O Café (Dokumentarfilm)
- 1961: A Primeira Missa